# 2-methylfuraan
2-methylfuraan is een organische verbinding met als brutoformule C5H6O. De stof komt voor als een ontvlambare kleurloze tot lichtgroene vloeistof, die goed oplosbaar is in water. 2-methylfuraan wordt aangetroffen in soorten uit het plantengeslacht Myrtus en in lavendel.

## Toepassingen
De verbinding bezit een typische chocoladegeur, waardoor het in sommige producten gebruikt wordt als voedingsadditief. Het bezit ook potentieel als onderdeel van alternatieve brandstoffen.
2-methylfuraan wordt verder gebruikt als intermediair voor de synthese van geneesmiddelen, pesticiden en in de parfumerie.